# Никола Чумић
Никола Чумић (Ужице, 20. новембар 1998) је српски фудбалер. Тренутно наступа за Рубин Казањ.

## Каријера
Чумић је прошао млађе категорије ужичке Слободе, а за први тим овог клуба је дебитовао 13. маја 2015. на утакмици против шабачке Мачве. У сезони 2015/16. је одиграо још 12 утакмица за Слободу у Првој лиги Србије, да би у лето 2016. потписао трогодишњи уговор са Металцем из Горњег Милановца. У екипи Металца је дебитовао у Суперлиги Србије. Одиграо је 26 утакмица у највишем рангу током сезоне 2016/17. али је клуб у тој сезони испао у нижи ранг такмичења. Након тога је Чумић наставио са Металцем да игра у Првој лиги Србије, а укупно је за две и по сезоне у клубу одиграо 61 првенствену утакмицу и постигао десет голова. Крајем децембра 2018. је прешао у Раднички из Ниша. У децембру 2019. је продат грчком Олимпијакосу, али је остао на позајмици у Радничком до краја сезоне 2019/20. У септембру 2020, Олимпијакос га је проследио на једногодишњу позајмицу у шпанског друголигаша Спортинг Хихон. По окончању позајмице се вратио у Олимпијакос, прошао припреме са клубом, али је последњег дана летњег прелазног рока 2021. прослеђен на нову позајмицу, овога пута у швајцарски Луцерн до краја 2021/22. сезоне. Вратио се у српски фудбал 1. септембра 2022. када је потписао трогодишњи уговор са новосадском Војводином. Иако је дошао у клуб пред 10. коло, Чумић је са 14 постигнутих голова био најбољи клупски стрелац у такмичарској 2022/23. По избору навијача ФК Војводина добио је признање за играча сезоне. Почео је и наредну 2023/24. сезону у новосадском клубу али је 14. септембра 2023. потписао трогодишњи уговор са руским премијерлигашем Рубином из Казања.

## Статистика

### Клупска
Ажурирано 29. септембра 2023.
|                         |          |                      |     |    |    |   |   |   |   |   |     |    |  |  |
| Слобода Ужице           | 2014/15. | Прва лига Србије     | 1   | 0  | —  | — | — | — | — | — | 1   | 0  |  |  |
| Слобода Ужице           | 2015/16. | Прва лига Србије     | 12  | 0  | 1  | 0 | — | — | — | — | 13  | 0  |  |  |
| Слобода Ужице           | Укупно   | Укупно               | 13  | 0  | 1  | 0 | — | — | — | — | 14  | 0  |  |  |
|                         |          |                      |     |    |    |   |   |   |   |   |     |    |  |  |
| Металац Горњи Милановац | 2016/17. | Суперлига Србије     | 26  | 1  | 1  | 0 | — | — | — | — | 27  | 1  |  |  |
| Металац Горњи Милановац | 2017/18. | Прва лига Србије     | 21  | 4  | 1  | 0 | — | — | — | — | 22  | 4  |  |  |
| Металац Горњи Милановац | 2018/19. | Прва лига Србије     | 14  | 5  | 1  | 0 | — | — | — | — | 15  | 5  |  |  |
| Металац Горњи Милановац | Укупно   | Укупно               | 61  | 10 | 3  | 0 | — | — | — | — | 64  | 10 |  |  |
|                         |          |                      |     |    |    |   |   |   |   |   |     |    |  |  |
| Раднички Ниш            | 2018/19. | Суперлига Србије     | 8   | 1  | 0  | 0 | — | — | — | — | 8   | 1  |  |  |
| Раднички Ниш            | 2019/20. | Суперлига Србије     | 23  | 12 | 3  | 3 | 1 | 1 | — | — | 27  | 16 |  |  |
| Раднички Ниш            | Укупно   | Укупно               | 31  | 13 | 3  | 3 | 1 | 1 | — | — | 35  | 17 |  |  |
|                         |          |                      |     |    |    |   |   |   |   |   |     |    |  |  |
| Хихон (позајмица)       | 2020/21. | Друга лига Шпаније   | 28  | 1  | 3  | 1 | — | — | — | — | 31  | 2  |  |  |
|                         |          |                      |     |    |    |   |   |   |   |   |     |    |  |  |
| Олимпијакос             | 2021/22. | Суперлига Грчке      | 0   | 0  | —  | — | 0 | 0 | — | — | 0   | 0  |  |  |
|                         |          |                      |     |    |    |   |   |   |   |   |     |    |  |  |
| Луцерн (позајмица)      | 2021/22. | Суперлига Швајцарске | 24  | 4  | 2  | 0 | — | — | 0 | 0 | 26  | 4  |  |  |
|                         |          |                      |     |    |    |   |   |   |   |   |     |    |  |  |
| Војводина               | 2022/23. | Суперлига Србије     | 29  | 13 | 4  | 1 | — | — | — | — | 33  | 14 |  |  |
| Војводина               | 2023/24. | Суперлига Србије     | 6   | 2  | —  | — | 2 | 0 | — | — | 8   | 2  |  |  |
| Војводина               | Укупно   | Укупно               | 35  | 15 | 4  | 1 | 2 | 0 | — | — | 41  | 16 |  |  |
|                         |          |                      |     |    |    |   |   |   |   |   |     |    |  |  |
| Рубин Казањ             | 2023/24. | Премијер лига Русије | 2   | 0  | 1  | 0 | — | — | — | — | 3   | 0  |  |  |
|                         |          |                      |     |    |    |   |   |   |   |   |     |    |  |  |
| Каријера                | Каријера | Каријера             | 194 | 43 | 17 | 5 | 3 | 1 | 0 | 0 | 214 | 49 |  |  |
|                         |          |                      |     |    |    |   |   |   |   |   |     |    |  |  |